# Узбек жанг санъати
Узбек жанг санъати (узб. Oʻzbek jang sanʼati; Ўзбек жанг санъати - узбекское боевое искусство) — узбекское боевое искусство, один из национальных видов спорта Узбекистана. Боевое искусство сочетает удары руками, ногами, а также ножи, мечи, шесты и копья.

## История
По утверждению Международной Ассоциации Жанг Санъати, результаты археологических исследований и научные изыскания указывают на то, что единоборства на территории современного Узбекистана практиковались уже около 3,5-4 тысяч лет назад. Наглядным подтверждением этому служит керамика бактрийского периода (датируемая более чем 3,5 тысячелетиями назад), найденная в Сурхандарьинской области. На ней изображены два борца, один из которых выполняет размах. Кроме того, римский писатель Элиан Клавдий в своих трудах упоминает о популярности единоборств среди сакских племен, населявших территорию современного Узбекистана.
В современном виде искусство было разработано президентом Федерации Тхэквондо ИТФ Республики Узбекистан, заслуженным тренером Узбекистана, обладателем 7-го дана тхэквондо Пулатом Усмановым.
В декабре 2009 года Министерство культуры и спорта Республики Узбекистан присвоило узбек жанг санъати статус национального вида спорта.
В 2009 году участие в Чемпионате Узбекистана по узбек жанг санъати приняло более 300 спортсменов, в 2013 — около 500, в 2015 году — более 700.
В 2016 году узбек жанг санъати был представлен на турнире по мультистилевым боевым искусствам в Португалии.